# Stjepan II. Kotromanić
Stjepan II. Kotromanić (Srebrenik, 1292. – Bobovac, 28. rujna 1353.), bosanski ban od 1322. do 1353. godine; stric Tvrtka I., prvog bosanskog kralja. Za njegove vladavine događa se, do tada, najveća teritorijalnu ekspanzija Bosne. Pametnom vlašću i dobrim diplomatskim vezama postavio je sve uvjete da njegov nasljednik Tvrtko I. napravi najjaču samostalnu bosansku i južnoslavensku državu u to vrijeme. Bio je prvi vladar bosanski vladar koji je kovao svoj novac. Iz vladarske je kuće Kotromanića. Car Dušan je 1350. godine osvojio Bosnu do Imotskoga, ali ga je ban Stjepan II. Kotromanić porazio. Bobovac se prvi put spominje 1350. godine, a dvor na njemu šest godina kasnije u pismu mladoga bana Tvrtka (kasnije je postao kralj Tvrtko I.). Vjeruje se da je dvor polovicom XIV. stoljeća sagradio ban Stjepan II. Kotromanić te da su u dogradnju nastavili kraljevi: Tvrtko II., Stjepan Ostoja i Stjepan Tomaš. Bobovac je smatran glavnim gradom bosanske države. U tome gradu se čuvala bosanska kraljevska kruna. Unuka Stjepana II. Kotromanića i supruge mu Elizabete Kujavske, kćerka ugarskoga kralja Ludovika I. i Elizabete (kćerke Stjepana II. i Elizabete Kujavske) je sv. Jadviga.

## Životopis

### Porijeklo i obitelj
Stjepan II. rodio se u obitelji bana Stjepana I. i srpske kraljevne Jelisavete Nemanjić, kćerke kralja Dragutina. Moguće je da je ban Stjepan I. Kotromanić bio oženjen nepoznatom ženom prije princeze Elizabete. Treba uzeti u obzir da je ban Stjepan I. rođen oko 1232., a oženio se princezom u jesen 1284. godine, što znači da je ban imao 52. godine prilikom ženidbe. Iz ovog braka, pored Stjepana, rođeno je dosta djece:
- Miroslav
- Ninoslav, rođen u Jajcu 1288. i preminuo prije 1310.
- Katarina,rođena oko 1294. i preminula u Bribiru kod Skradina 1355., bila je supruga humskog župana Nikole (njeni sinovi:Vladislav i Bogiša)
- Vladislav, rođen 1295. i preminuo 1354. godine.
- nepoznati sin (1300-1331)
- Marija, najmlađe dijete rođeno iz ovog braka, rođena oko 1308. i bila je udata za izvjesnog Ludovika.

Za vrijeme vladavine bana Stjepana I., Bosna je bila pod vlašću moćnih Šubića, dok je ban držao samo područje Usore (sa Solima). Nakon njegove smrti 1314. Elizabeta, Stjepanova majka, je preuzela de facto vlast ali nije mogla održati se na vlasti pa krajem 1314. s djecom bježi u Dubrovnik. Nije poznato koliko je ban ostao u Dubrovniku s majkom.

### Vladavina s Mladenom II.
Kao najstariji sin bivšeg bana koji se već tada nalazio u godinama da može samostalno preuzeti vlast, on je u smatran za zakonitog nasljednika među plemstvom i svećenstvom, ali radi jačine Šubića nije bio u stanju preuzeti vlast. Međutim iscrpljujući ratovi u susjedstvu i sve veće zaoštravanje stanja u okolici primorale su Mladena II. da promjeni politiku svog svog oca Pavla I. te da svoju jaču kontrolu nad središnjom Bosnom; Vrhbosnom i Donjim Krajima, proba ostvariti preko podrške banu Stjepanu. On se obavezao na vazalne obaveze prema Mladenu, te ga je Mladen instalirao na vlast.
O čvrstim odnosima koji su među njima vladali, najbolje govori činjenica da je buduću Stjepanovu mladu izabrao osobno Mladen. Izbor je pao na kćerku grofa Majnharda Ortenburškog koji je imao posjede u Koruškoj, koja je bila katolikinja čime je Mladen povećao rimokatolički uticaj na Stjepana i zadovoljio papu koji je stalno ukazivao na postojanje hereze u Bosni. Da je Mladen dobro procijenio utjecaj ovog braka, može se vidjeti na osnovu prepiske koja je tim povodom vođena s papom da dozvoli sklapanje tog braka, pošto su Kotromanići i Ortenburški bili daleki rođaci. Papa je dozvolio sklapanje braka 1319. godine. Stjepanov brat Vladislav je kasnije oženio Mladenovu sestru Jelenu.
Iako ga je Mladenova podrška dovela na vlast, Stjepan je jasno mogao vidjeti razvitak situacija na hrvatsko-ugarskom dvoru. Čim se ukazala prva prilika da se riješi Mladenovog utjecaja, Stjepan ju je iskoristio i već oko 1320. godine se približio Karlu Robertu. Već krajem 1321. godine on sprema vojsku po Karlovom naređenju, kao što je uradio i ban Slavonije Ivan Babonić, jer je zategnutost odnosa unutar banovine Hrvatske jasno govorila da će doći do sukoba između bana i plemstva. 
Oružani sukob je planuo tijekom proljeća 1322. godine i u odlučujućoj bitci, nedaleko od Skradina u kome je stolovao Mladen II., plemstvo je odnijelo jasnu pobjedu i Mladen II. se povukao u utvrđeni Klis. Završnu riječ u cijeloj priči imao je kralj Robert koji je došao u Knin i pozvao Mladena II. da izađe pred njega. Kada se pojavio u Kninu bio je zarobljen i odveden u tamnicu na sjeveru Kraljevine Ugarske, po Karlovom naređenju koji je potom za novog bana postavio Ivana Babonića, dotadašnjeg bana Slavonije. Istovremeno je Stjepanova vojska počela preuzimati Zahumlje, tako da se od te godine u Stjepanovoj naslovu javlja Hum.
Stjepan II. je nagrađivao Mladenove protivnike stječući tako nove pristaše. Anžuvinci su bili naklonjeni Stjepanu II. pa su dopustili širenje njegove banovine, okupljajući hrvatske krajeve. Tako da je on izbio na more, zavladao Završjem, Primorjem između Neretve i Cetine te Humom. Proširivši svoju vlast, ispočetka se nazvao "gospodinom svih bosanskih zemalja, zatim Soli, Usore, Donjih Krajeva i Humske Zemlje". Tad je 1326. Vrhbosna, koja se se prostirala na zapadu od planina Vranice i Vlašića, na istoku do rijeke Drine, na jugu od Ivan-planine do današnjih Zavidovića i na sjeveru do maglajske kotline prvi puta stupila u vezu s Humom, a samo ime Bosne se krenulo širiti na dotad odvojene zemlje Usore (sa Solima), kao i Donje Krajeve. Oko godine 1332. svojoj vlasti je pripojio Tropolje (Livno, Duvno i Glamoč). Kad se Stjepanu II. brat Vladislav oženio s kćerju Jurja Bribirskog (unukom bana Hrvata Pavla I. Šubića) Jelenom, ponovo su se zbližili Kotromanići i Šubići. Stjepan II. to je iskoristio za jačanje svoje vlasti.

### Samostalna vladavina
Poslije sloma Mladena II., Stjepan je nastavio učvrščivati svoju vlast u Bosni u čemu mu je kao neka vrsta suvladara pomagao mlađi brat knez Vladislav. Istovremeno se situacija u banovini Hrvatskoj nije smirivala, pošto su vlast preuzeli Nelipići koje je 1323. godine probao suzbiti novi titularni ban Hrvatske Nikola Omodejev, ali bez uspjeha. Međutim naredne godine se stvara široka koalicija Šubića i Frankopana, kojoj su se pridružili Zadar i ban Stjepan, ali njihove su trupe tokom ljeta 1324. godine potučene kod slapova Krke. Iste godine Stjepan, uz suglasnost Karla Roberta, preuzima kontrolu nad zapadnim krajevima Vladislava Nemanjića. Pojedini povjesničari ovo povezuju s mirazom koji je Stjepan dobio uz svoju treću suprugu s kojom se oženio po Karlovom prijedlogu, ali je vjerojatnije da mu je kralj to prepustio iz drugih razloga, pošto se Stjepanov treći brak realizirao tek 1335. godine.
Naredne godine, novi titularni ban Hrvatske Mikac Mihaljević kreće na Nelipčiće uz podršku bana Stjepana II., ali i pored toga što je postigao izvjestan uspjeh, Mikac se 1326. godine povlači neobavljena posla. Za to vrijeme ban Stjepan II. preuzima kontrolu nad Donjim Krajima (prostor oko gornjeg i srednjeg Vrbasa, prema gornjoj Sani), Glamočem, Livnom, Duvnom (Završjem ili Tropoljem), Imotskim (zapadnom Hercegovinom ili Humom) i ušćem Cetine, dok je Robert preuzeo utvrđeni Omiš. U međuvremenu je izgladio nesuglasice koje je imao s Dubrovačkom Republikom, da bi iste godine u savezu s njima slomio vlast Branivojevića, tako da je od te godine držao pod kontrolom cjelokupno jadransko primorje od Cetine do Dubrovnika. Petar Toljenović mu se pokušao suprotstaviti u Humu, ali u toj borbi je poražen i zarobljen, poslije čega je, prema pisanju Mavra Orbinija, po naređenju bana Stjepana II. vezan za konja i tako bačen u klisuru. Procjenivši da je Stefan Dečanski zauzet na jugu srbijanske kraljevine, on nastavlja širenje u Travunju i Polimlje, ali ga mladi Dušan poražava 1329. godine, kada je i sam ban Stjepan II. jedva izvukao živu glavu, kako mu je u borbi ubijen konj, no svog konja mu je ustupio Vuk Vukoslavić (kome je 1322. godine darovao neke posjede), tako da se ban Stjepan II. spasio bijegom, dok je sam Vuk poginuo. Najverojatnije je u vezi s ovim napadima i Stjepanova druga ženidba s nepoznatom kćerkom jednog od bugarskih careva (u to doba su u Bugarskom carstvu bile borbe, tako da se ne može sa sigurnošću reći čija je zapravo kćerka bila), pošto je na taj način najverojatnije želio da uz podršku saveza Bugarske i Bizanta proširi svoje posjede u Primorju. Međutim, taj savez je propao na Velbuždu 1330. godine, a s njim i Stjepanove nade da se u tom trenutku dokopa Travunje.
Ban Stjepan II. se nije zaustavio samo na posjedima kraljevine Srbije, već je 1331. godine pokušao ovladati Bračom i Korčulom koji su se nalazili u sastavu Mletačke Republike, ali se ni ti planovi nisu ostvarili. Nakon što je 22. siječnja 1333. godine kralj Dušan prodao Dubrovačkoj Republici Ston, Pelješac) i priobalje do Dubrovnika i sam ban Stjepan II. je 15. ožujka iste godine pod Srebrenikom izdao povelju kojom im prodaje isti taj teritorij, čime su se Dubrovčani osigurali od mogućih sukoba i pretenzija između banovine Bosne i kraljevine Srbije. Godine 1335. ban Stjepan II. se ženi po treći put i to po prijedlogu kralja Karla Roberta, koji mu je za ženu izabrao dalju rođaku svoje supruge Elizabete, kćerku kujavskog kneza Kazimira III., Elizabetu.
Širenje moći bana Stjepana II. nije odgovaralo knezu Nelipcu koji je vladao prostorom banovine Primorja, tako da je on iskoristio papine želje da se iskorijene heretici u Bosni i uz njegov blagoslov otpočeo 1337. godine pripreme za križarski pohod u Vrhbosnu, nadajući se da će uspjeti da je pokori i proširi svoju vlast. Međutim ban Stjepan II. nije sjedio skrštenih ruku i uz pomoć Šubića koji su se rodbinski povezali s Kotromanićima, pokrenuo je sukobe u samoj banovini Hrvatskoj. Nelipac je i ovog puta uspio da savlada Šubiće, ali su svi njegovi planovi u vezi Vrhbosne morali biti odloženi, pogotovo što se sve češće pominjala pojava Karla Roberta u Dalmaciji i konačno okončavanje sukoba u tom dijelu njegove države. Tokom svoje posjete Ugarskoj, franjevački general Gerard 1339. godine po nalogu Karla Roberta odlazi u Bosnu, ne bi li utvrdio pravo stanje stvari na terenu. Ban Stjepan II. ga dočekuje na granici, lijepo ga prima i uspijeva ga uvjeriti da se praznovjerje i krivovjerje u Bosni ne može istjerati oružjem zbog blizine pravoslavne Srbije, već da je za to neophodan trajan boravak i djelovanje katoličkog svećenstva. Gerard usvaja njegove procjene i o tome početkom 1340. godine izvještava papu koji se također slaže s procjenom, tako da se od 1340. do 1343. godine na prostoru Bosne franjevci podižu veći broj svojih samostana.

### Slom Nelipčića i pad Zadra
Poslije smrti Karla Roberta 1342. godine vlast preuzima maloljetni Ludovik I. Anžuvinac u čije ime vlada njegova majka Elizabeta Pjast. Ovu promjenu Stjepan odlučuje iskoristiti da se potpuno odvoji od Ugarske, tako da se već od 1343. godine u Veneciji nalaze njegovi predstavnici koji se dogovaraju o zajedničkoj akciji, pošto su Mlečani u stalnom sukobu s Ugarima oko dalmatinskih gradova. Neka vrsta dogovora je stvorena, ali čvrst savez nije formiran, pošto to u tom trenutku nije u potpunosti odgovaralo Mletačkoj Republici koja je bila zauzeta sukobom s knezom Nelipcem. Naredne godine Nelipac umire, a vlast nad njegovim posjedima preuzima njegova udovica Vladislava u ime njihovog sina Ivana. Ludovik I. je želio iskoristiti trenutak i poslao je odmah bana Nikolu Banića da ih prisiliti na prihvaćanje kraljeve volje, a da je dobro procijenio situaciju najbolje govori činjenica da je bio dovoljan samo dolazak Nikole s trupama pod utvrđeni Knin, da bi ona popustila. Međutim nakon Nikolinog povlačenja, ona poslije obećanja podrške od strane Mlečana i drugih velikaša odbija ispuniti kraljeve zahtjeve i sukob se nastavlja.
Ludovik I. nije dva puta napravio istu grešku i sam je pokrenuo svoju vojsku ka jugu, a kao njegova prethodnica pod Knin su pristigli banovi Nikola i Stjepan II. s oko 10.000 vojnika. Ovoga puta načinjen je dogovor da Nelipčići predaju odmah Unac, Počitelj, Srb i Stolac, a da Knin i Brač zadrže pod kontrolom dok im se ne predaju Cetina i Klis, a jedan od potpisnika i jamaca ovog sporazuma bio je i ban Stjepan II. s dvanaest svojih vitezova. Kralj je stigao sredinom 1345. godine s oko 30.000 vojnika, potvrdio ugovor, sproveo ga u djelo i krajem godine se povukao nazad, iako se očekivalo da se akcija neće zaustaviti na Nelipčićima, već da će i Mlečani biti protjerani iz Dalmacije, što se to nije dogodilo.
Pojava Ludovika I. na Jadranu dovela je do toga da Zadar, koji su 1202. godine križari IV. križarskog pohoda zauzeli za Mlečane, prizna vrhovnu vlast kralja Hrvatske i Ugarske. Mletačka Republika je odmah reagirala i s vojskom je opsjela grad, ali ni Ludovik I. nije sjedio skrušenih ruku, već je naredio banovima Nikoli i Stjepanu II. da sa svojih 10.000 vojnika probiju opsadu. Međutim kada su njih dvojica pristigla, oko opsjednutog grada već se nalazilo veliko drveno mletačko utvrđenje s 28 kula. Umjesto borbe, banovi su otpočeli pregovore i poslije dogovora su se povukli, što su Zadrani smatrali izdajom bana Stjepana II., iako se on Ludoviku I. opravdao da su Mlečani bili suviše jaki da bi njih dvojica sami mogli probiti opsadu.
Ludovik I. je poslije ovoga otpočeo s pripremama da sam razbije opsadu Zadra. Paralelno s pripremama, otpočeli su i pregovori, u kojima su posredovali ban Stjepan i car Stefan Uroš IV. Dušan, no su oni na kraju propali, ali je za svoje sudjelovanje u njima Stjepan II. od Mlečana dobio 1.000 dukata. Kralj je u proljeće 1346. godine stigao pod opsjednuti Zadar i otpočeo probijanje opsade. Tokom tih borbi Mlečani su vodili pregovore s jednim djelom vojskovođa kralja Hrvatske i Ugarske, ali su svi oni pali u vodu 1. srpnja, kada je izvršen veliki napad na Mlečane koji se završio potpunim porazom, poslije čega su se Ludovikove snage povukle iz dalje borbe, a sam Zadar se krajem iste godine predao Mlečanima. Teško je procijeniti stupanj sudjelovanja bana Stjepana II. i odgovornosti u dešavanjima oko opsade Zadra, ali treba imati u vidu da su ga Zadrani optuživali za izdaju.

### Sukobi s carem Dušanom
Velika osvajanja caru Dušanu Silnom nisu dozvoljavala da pređe preko toga što Stjepan dva desetljeća drži Zahumlje, koje je svojatao pod svoju vlast. Ban Bosne, s druge strane, je odbijao bilo kakve razgovore, računajući na Dušanovu zauzetost na jugu, tako da je prvo otpočeo s građenjem utvrde na ušću Neretve, ignorirajući Dušanove pritužbe, da bi potom 1349. godine njegove pljačkaške čete opustošile Konavle i Travunju s Trebinjem i Gackom, stigavši do Boke.
Car Dušan 1350. godine pokreće svoju vojsku na Bosnu. Banu Stjepanu II. je već u početku bilo jasno da se on i njegove snage ne mogu nositi u otvorenoj borbi s Dušanovim snagama koje su osvojile ogromne djelove Bizanta, tako da se on odlučio za jednu drugu vrstu taktike. Njegov plan je bio da povlačenje pred Dušanom i izmoravanje napadima na teškom i nepristupačnom terenu izmori slom iznenadnim protuudarom. Međutim Dušan je bio vojskovođa, ali i političar, tako da je s napredovanjem kroz Bosnu na svoju stranu privlačio i lokalne plemiće, pa je ban Stjepan II. uskoro ostao bez podrške i trupa, te se i njegova prijestolnica Bobovac, našla pod opsadom, pošto ju Dušan nije uspio zauzeti na juriš. Car Dušan je dio vojske ostavio da blokira grad, dio je poslao ka Cetini i Krki, a sam se s preostalim dijelom trupa uputio u Hum, nadajući se da će ban Stjepan II. ponuditi pregovore. Međutim u trenutku dok su njegove trupe kontrolirale veći dio Bosne, bizantske snage su udarile na južne granice Srpskog carstva, tako da je on odmah povukao svoje snage i krenuo ka jugu, pa je ban Stjepan II. i pored očigledno bezizlazne situacije i praktično izgubljenog rata uspio sačuvati svoju banovinu i granice. Car Dušan je poslije ovoga pokušao da ženidbom svog sina Uroša s kćerkom bana Stjepana II. Elizabetom, kasnijom suprugom Ludovika, povrati Zahumlje kao njen miraz, ali je ban odbio ovu ponudu.

### Posljednje godine
Posljednje godine svoje vladavine ban Stjepan II. proveo je u miru, izuzev manjih rasprava s Dubrovačkom i Mletačkom Republikom oko opljačkanih karavana po Bosni. Svoje dvije kćerke je uspio dobro udati, postavši tako punac celjskog grofa, a 20. lipnja 1353. godine i kralja Ugarske svog suverena Ludovika I. Međutim već tada je bio teško bolestan i umro je u 28. rujna iste godine. Brat mu Ninoslav nije imao zakonitih sinova
 te je vlast  predao svom nećaku Tvrtku I. odnosno svom bratu i suvladaru knezu Vladislavu kao regentu. Za grobno mjesto izabrao je crkvu u sklopu franjevačkog samostana sv. Nikole u Milama kod Visokog. Godine 1354. godine, se po prvi put spominje i staleško tijelo – stanak "sve zemlje Bosne i Donjih Krajeva i Zagorja" koji predstavlja političko tijelo plemića banovine kao najvišeg skupa bosanskih zemalja pod njegovom vlašću.

## Vjersko stanje u Bosni za vrijeme bana Stjepana II.
Ban Stjepan II. bio je grčkoga obreda, a kada je kod njega bio tajnikom dubrovački kanonik Domanja Volčić Bobaljević, prešao je na katoličanstvo. Progonio je kršćane bosanske crkve. Već od početnih značajnih širenja bana Stjepana II., vjerska slika Bosne se promijenila, značajnim povećanjem katoličkog i pravoslavnog pučanstva, ali to nije umirilo papu koji je i dalje zahtijevao iskorjenjivanje krivovjerja u Bosni. S tim razlogom je papa oko 1325. godine naredio prolaz inkvizicije kroz Bosnu, a samom banu Stjepanu II. je rekao da će nepružanje pomoći inkvizitorima smatrati za njegovo heretičko djelovanje, što će za posljedicu imati novi rat. Ulazak inkvizicije je privremeno odgodio sukob između franjevaca i benediktinaca oko ovlasti,koji se okončao 1327. godine kada franjevci ulaze u Bosnu.
Postojanje krivovjerja u Bosni i interes Nelipčića doveli su 1337. godine do papine podrške i naredbe knezu Nelipcu da u papino ime sprovede pohod na Bosnu, ali je isti dogovor pao u vodu zbog unutrašnjih prilika u banovini Hrvatskoj. Pred kraj svoje vladavine, ban Stjepan II. je uspjeo da na položaj đakovačkog biskupa Vrhbosne postavi sebi odanog čovjeka fra Peregrina.

## Vanjske povezice
- Opća i nacionalna enciklopedija u 20 knjiga, sv. XVIII, Pro Leksis, Zagreb, 2007. ISBN 978-953-7224-18-9
- Hrvatski povijesni portal Ban Stjepan II. Stipoš (1314. – 1353.)  Arhivirana inačica izvorne stranice od 16. rujna 2013. (Wayback Machine)

| Prethodnik Mladen II. | Bosanski ban 1322. – 1353. | Nasljednik Tvrtko I. |